# Boune
Boune est un village du Sénégal situé en Basse-Casamance. Il fait partie de la communauté rurale de Kafountine, dans l'arrondissement de Kataba 1, le département de Bignona et la région de Ziguinchor.
Lors du dernier recensement (2002), le village comptait 407 habitants et 57 ménages.